# Karel de Blauwer
Karel de Blauwer is een mythisch figuur die jaarlijks wordt herdacht in het West-Vlaamse dorpje Haringe.

## Karel de Blauwer

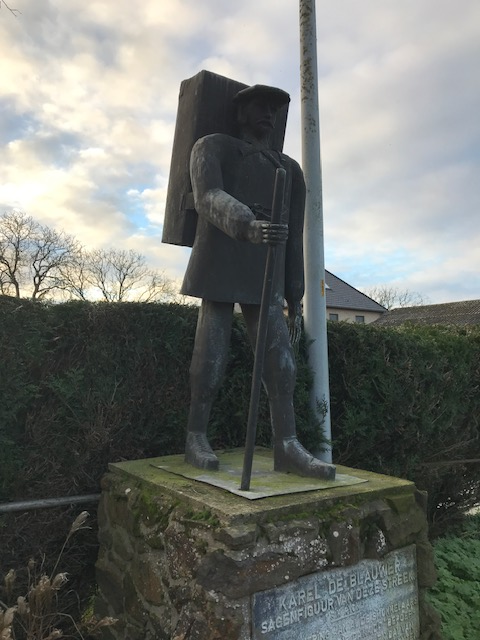
Standbeeld van Karel de Blauwer in Haringe

Karel de Blauwer refereert aan de vele 'blauwers' die in de 19de en begin 20ste eeuw in de grensstreek zeer actief waren. Ze smokkelden vooral eten, drank en tabak over de Belgisch-Franse grens, terwijl ze uit de klauwen van de douaniers (de kommiezen) probeerden te blijven.
Jaarlijks organiseert het Feestcomité van Haringe de Blauwerstocht, een spel waarbij het smokkelen wordt nagespeeld. Iedereen mag meedoen en wie het laatste of niet wordt gepakt tijdens het smokkelen 'over de schreve', verdient voor 1 jaar de titel van 'Karel de Blauwer'.
De geschiedenis van de blauwers is te lezen in het boek Karel de Blauwer van Jules Leroy. Het hoofdpersonage Karel Van de Velde is een noeste vlasarbeider, die gelukkig getrouwd is en vijf kinderen heeft, maar zich door armoede laat verleiden om mee te gaan 'blauwen'. De volgende jaren leven ze in weelde en wordt Karel van de Velde de meest gevreesde en opzichtige man in zijn dorp. Uiteindelijk verraden ze hem en belandt hij in de gevangenis. Daar bekeert hij zich en is hij dankbaar dat hij zijn bescheiden arbeidersleven kan hervatten, samen met zijn gezin.
Het leven van de romanfiguur Karel de Blauwer is in het verleden al vele malen nagespeeld door de lokale toneelgroepen. In de jaren 1958 tot 1962 organiseerde het Feestcomité zelfs een Blauwersstoet, die ze hebben moeten stopzetten wegens gebrek aan financiële middelen.
In Haringe staat een beeldhouwwerk van Karel de Blauwer (50° 54′ 19″ NB, 2° 36′ 60″ OL) en daar bevindt zich de startplaats van de gelijknamige wandel-, fiets- en autoroute.